# Lepidopus calcar
Lepidopus calcar és una espècie de peix pertanyent a la família dels triquiúrids.

## Descripció
- Pot arribar a fer 79 cm de llargària màxima.
- Cos de color marró fosc amb el ventre més clar. L'opercle i l'interior de la boca i de les cavitats branquials són negres.
- 91-93 radis tous a l'aleta dorsal i 2 espines i 44-47 radis tous a l'anal.
- 98-100 vèrtebres.[5][6]

## Hàbitat
És un peix marí i bentopelàgic que viu entre 270 i 350 m de fondària.

## Distribució geogràfica
Es troba al Pacífic nord-occidental: entre les latituds 31° 01′ N i 175° 53′ W.

## Observacions
És inofensiu per als humans.